# Pyankovia
Pyankovia — рід квіткових рослин родини щирицевих (Amaranthaceae)
Його рідний ареал простягається від Криму до Монголії та Афганістану.
Види:
- Pyankovia affinis (C.A.Mey. ex Schrenk) Mosyakin & Roalson
- Pyankovia brachiata (Pall.) Akhani & Roalson
- Pyankovia roborowskii (Iljin) Mosyakin & Roalson